# Булгарский улус
Булга́рский улу́с (также Болга́рская земля́, Болга́рский регио́н, Булга́рская о́бласть, Булга́рский вилайя́т, Болга́рский улу́с) — административная единица (улус) Золотой Орды на территории бывшей Волжской Булгарии с центром в городе Болгар, существовавшая в первой половине XIII ― начале XV веков.
Между историками нет консенсуса о степени автономии Булгарского улуса: одни говорят об автономии, другие — о полном подчинении улуса власти Орды. В конце XIII ― начале XIV веков Булгарский улус укрепил свой статус как один из наиболее значимых регионов Улуса Джучи. Новая татарская аристократия постепенно укоренялась в булгарском обществе, что позднее вылилось в рост политического сепаратизма. Согласно косвенным данным, собранным историком Д. Г. Мухаметшиным, Булгарский улус делился на два региона: Булгарский и Кирменско-Джукетауский. Территориально Болгарская земля располагалась в Среднем Поволжье и Предкамье. Булгарский улус имел торговые отношения с иранскими государствами, чья продукция импортировалась в столицу улуса. На земли Булгарской области претендовали члены династии Шибанидов. На этой территории проживали члены монгольских родов киятов, буркутов, уйшунов и конгратов.
Население Булгарского улуса было, в основном, мусульманским. Ислам в Булгарской области отличался от ислама в Волжской Булгарии процессом регионализации и перенимания новых духовных практик и школ богословия у других мусульманских регионов Средней Азии и Закавказья. В Булгарском улусе появились новые сословия: представители династии Чингизидов (султанов) и военно-служилого сословия (во главе с эмирами и беками, чиновниками, военной и нетитулованной знатью). Большинство горожан и сельского населения не было затронуто изменениями после монгольского завоевания. В период существования Булгарского улуса на его территории выросло количество поселений среднего размера. Несмотря на разорение монгольскими войсками, после стабилизации ситуации внутри Золотой Орды некоторые крупные города улуса либо были отстроены заново, либо продолжали развиваться. Новые города в основном строились на севере Болгарской земли, на правом берегу Волги. Новыми центрами Булгарской области стали города наподобие Джукетау, Елабуги и др.
После вхождения Волжской Булгарии в состав Монгольской империи территория Булгарского улуса стала центром чеканки сначала монгольских, а затем и золотоордынских монет. В эпоху Золотой Орды Болгарская земля стала частью Великой Степи, и культуры центров оседлого земледелия — крупных городов — соседствовали с кочевыми культурами. Под влиянием ордынской культуры изменились и предметы быта, в частности, ювелирные украшения.
Болгарская земля несколько раз подвергалась набегам ушкуйников, а также конфликтовала с русскими княжествами. В 1376―1377 годах объединённые московско-новгородские войска совершили военный поход на территорию Булгарского улуса: булгарская армия была загнана внутрь Болгара. Набеги новгородцев прекратились после провала похода ушкуйников на Волгу и Каму в 1409 году, когда они были разбиты, а их предводитель был схвачен и увезён в Орду. К 1431 году Болгарская земля превратилась в «дикое поле» после постоянных опустошительных набегов войск темника Золотой Орды Едигея.

## Государственное устройство и социальная структура

### Территория
Наиболее важными центрами Булгарского улуса к середине XIV века стали города Болгар и Джукетау, контролировавшие волжскую и камскую торговлю соответственно. Данные города, согласно русским летописям, являлись центрами владений-эмиратов, названных в летописях «княжествами», однако прямых сведений об этих эмиратах не сохранилось. Судя по косвенным данным (орнаментации, графики и пр. эпитафийных надписей из Среднего Поволжья), Д. Г. Мухаметшину удалось выделить два ареала: Болгарский, включающий в себя Западное Заволжье, Предволжье и Предкамье в бассейне реки Казанки, Мёши и Ашита, а также Кирменско-Джукетаусский, состоящий из Среднего Закамья, бассейна реки Черемшан и Предкамья в районе бассейна реки Вятки. Учитывая, что эпитафии устанавливались над могилами аристократии, историк И. Л. Измайлов приходит к выводу, что обособление дворов правителей регионов не могло не привести к выработке своих традиций оформления надгробий. Если это действительно так, то административное деление Булгарского улуса напоминает традиционное монгольское деление на два крыла, в свою очередь, состоящие из более мелких земель. Измайлов полагает, становление подобной системы произошло в первой половине XIV века. Причём на данной территории не сформировалось местной династии, а сама структура власти предстаёт как золотоордынская, а не прежняя булгарская.

### Государственное устройство и ханы улуса
Высшую власть в Булгарском улусе осуществлял хан Золотой Орды, а в период его отсутствия ― улусбеки и даруги, выполнявшие административные, финансовые и военные функции: контроль сбора налогов и пошлин, выполнения различных повинностей и лояльности местного населения новой власти. Согласно историку Измайлову, территория бывшей Волжской Булгарии оказалась разделённой между татарскими кланами и не представляла ни единого, ни автономного владения. Если в середине XIII века система власти на территории Болгарской земли непосредственно подчинялась хану, то в четвёртой четверти XIII века произошли значительные перемены ― появление новой системы власти на территории Среднего Поволжья, вероятно, вызванное междоусобицами между золотоордынскими ханами и беклярбеком Ногаем.
Исследователи Б. А. Илюшин, Д. М. Исхаков и З. А. Тычинских выделяют следующий список булгарских ханов (улус биев) золотоордынского периода:
- Габдулла (? ― 1361, согласно Исхакову и Тычинских, Габдулла был улус бием Болгарской земли до 1361 года, когда он был убит Булат-Тимуром);
- Булат-Тимур (1361―1367);
- Асан (? ― 1370, упоминается Илюшиным как один правителей Болгара в 1376―1377 годах);
- Махмет Салтан (1370 ― ?, упоминается Илюшиным как один правителей Болгара в 1376―1377 годах);
- Бектут (упоминается Илюшиным как «царевич» во время булгарского похода на Вятку в 1391 году);
- Ентяк (упоминается Илюшиным как татарский «царевич» во время захвата Нижнего Новгорода в 1395 году);
- Талыча (упоминается Илюшиным как «царевич» во время сожжения Владимира в 1419 году);
- Али-бай (1370 ― 1420-е гг., согласно Исхакову и Тычинских; упоминается в летописях во время похода булгар на русские земли в 1428―1429 годах как князь Али-Баба; упоминается Илюшиным как правитель Болгарской земли до своей смерти от рук Махмутека в 1445 году).

### Социальная структура
В результате монгольского завоевания социальная структура булгарского общества претерпела значительные изменения. В первую очередь, прежняя знать исчезла, по крайней мере, в культурно-социальном плане. Этому поспособствовали как физическое истребление вследствие ожесточённой «священной войны» булгарской аристократии, подкрепляемой идеями религиозной исключительности, так и смена мусульманской культуры борьбы на «пышную» (по мнению Измайлова) золотоордынскую. Старая булгарская знать уже не выступала как сплочённая социальная группа, но как совокупность отдельных семей, включённых в структуру власти Золотой Орды. Булгарская знать была в итоге заменена новой татарской клановой аристократией, обладавшей собственными воинскими отрядами, что доказывается данными археологических раскопок.
Социальный состав Булгарского улуса в конце XIII — начале XIV века представляет собой сложную сословную систему. В социальной структуре Булгарской области фиксируется наличие членов династии Чингизидов (которых Измайлов называет султанами), иерархического организованного военно-служилого сословия во главе с эмирами и беками (включая их жён и дочерей, обозначавшихся терминами «халтун», «бика», «би», «элчи» и «хум»), чиновников (тамгачей ― сборщиков налогов), военной (йури, чури) и нетитулованной (ага, ходжа) знати, а также представителей духовенства ― шейхов великих, шейхов, имамов и хаджи. По мнению Измайлова, не следует рассматривать термин «эмир» как обозначение правителя Булгарского улуса, состоявшего в вассальной зависимости от ордынских ханов, так как происхождение высшей булгарской аристократии, скорее всего, было связано с южными степными регионами. Причём бо́льшая часть податного населения (как горожане, так и сельские жители) не была затронута золотоордынскими изменениями.

### Религия
После монгольского завоевания население Булгарского улуса, главным образом городское, оставалось мусульманским, однако некоторые традиции в золотоордынскую эпоху претерпели существенную трансформацию, например, в погребальном обряде появились каменные надгробия с эпитафическими надписями, кирпичные мавзолеи и пр. Исследователь Измайлов считает, что данная трансформация свидетельствует о регионализации прежде унифицированного мусульманского права и утверждении лояльного к местным (но не общегосударственным) обычаям варианта мазхаба.
Об изменениях в мусульманской общине Болгарской земли также могут свидетельствовать тексты эпитафийных памятников с поминовением духовных лиц, прибывших в Булгарский улус из Хорезма, Восточного Приаралья и Закавказья (принадлежащего Государству Сельджукидов). Согласно Измайлову, именно из данных регионов начали своё распространение по Золотой Орде (и, соответственно, Булгарскому улусу) новые школы богословия, духовные практики и правовые традиции, к примеру, суфизм, суфийские тарикаты и исламский мистицизм.
Сельское население придерживалось в основном традиционного вероисповедания (язычество). Незначительная часть населения также исповедовало христианство.

### Зависимость от Золотой Орды
Существует две основные точки зрения на проблему уровня автономии Болгарской земли. Некоторые историки, например, А. П. Смирнов, Х. Гимади, Р. В. Фахрутдинов, считают, что Волжская Булгария, войдя в состав Монгольской империи, получила определённую автономию (по аналогии с русскими княжествами), в то время как по мнению других, к примеру, В. Л. Егорова, территория Булгарского улуса находилась в составе Золотой Орды без признаков автономии.
Сторонники версии об автономном Булгарском улусе приводят в подтверждение своих слов отрывок из «Жития Фёдора Ярославского» (включено в Великие Четьи-Минеи): «начаша ходити рустии князи и болгаре в Орду, ко царю отчин своих просити у царя на столования своа». По мнению историка Измайлова, данная цитата не может доказывать автономию (получение отдельного ярлыка на княжение в Болгаре) Болгарской земли, так, во-первых, «Житие…» не содержит иных сведений о Булгарском улусе и, во-вторых, в более поздних редакциях «Жития…» (XVI век) указывается, что князь Фёдор Ярославский, женившись на дочери хана Менгу-Тимура, получает в качестве приданого золотоордынские города, в том числе булгарские. Измайлов считает, что получение Фёдором городов Среднего Поволжья является попыткой представить доказательства «исконных прав» на земли Казанского ханства с целью оправдать завоевание Казани Иваном Грозным.
Отдельные источники дают основания полагать, что Среднее Поволжье являлось не просто центром Золотой Орды, а домениальным владением Джучидов с сезонной столицей в городе Болгаре. Ещё одним доказательством отсутствия автономии Булгарского улуса внутри Орды является факт отсутствия в исторических источниках упоминания о булгарах при дворе великого хана (в отличие от русских, армян, асов и пр.); таким образом, согласно Измайлову, Болгарская земля была напрямую подчинена Джучидам и входила в их личный улус, это могло быть вызвано длительным сопротивлением волжских булгар монгольскому завоеванию и, соответственно, желанием новой власти закрепиться на приобретённых территориях, экономическим развитием земель Булгарской области (Измайлов полагает, что Батый не желал делить доходы из Булгарского улуса с другими Чингизидами), а также наличием торговых путей вдоль реки Волги ― по мнению Измайлова Среднее Поволжье являлось «становым хребтом» Золотой Орды.
Монетный двор Болгара долгое время был единственным в Золотой Орде, поэтому он не предоставлял Булгарскому улусу статуса автономной административной единицы. Чеканка болгарских монет проводилась по указанию золотоордынских ханов, и, следовательно, она не могла отражать какие-либо региональные интересы. Кроме того, весовые нормы и их диапазон, а также традиции чеканки монет Болгара не отличались от общегосударственных обычаев. По мнению Измайлова, данные факторы, несмотря на отличие болгарских монет от монет, изготавливавшихся в столице Орды ― Сарае, также позволяют усомниться в суждении о болгарской чеканке как признаке автономии Болгарской земли.

## История

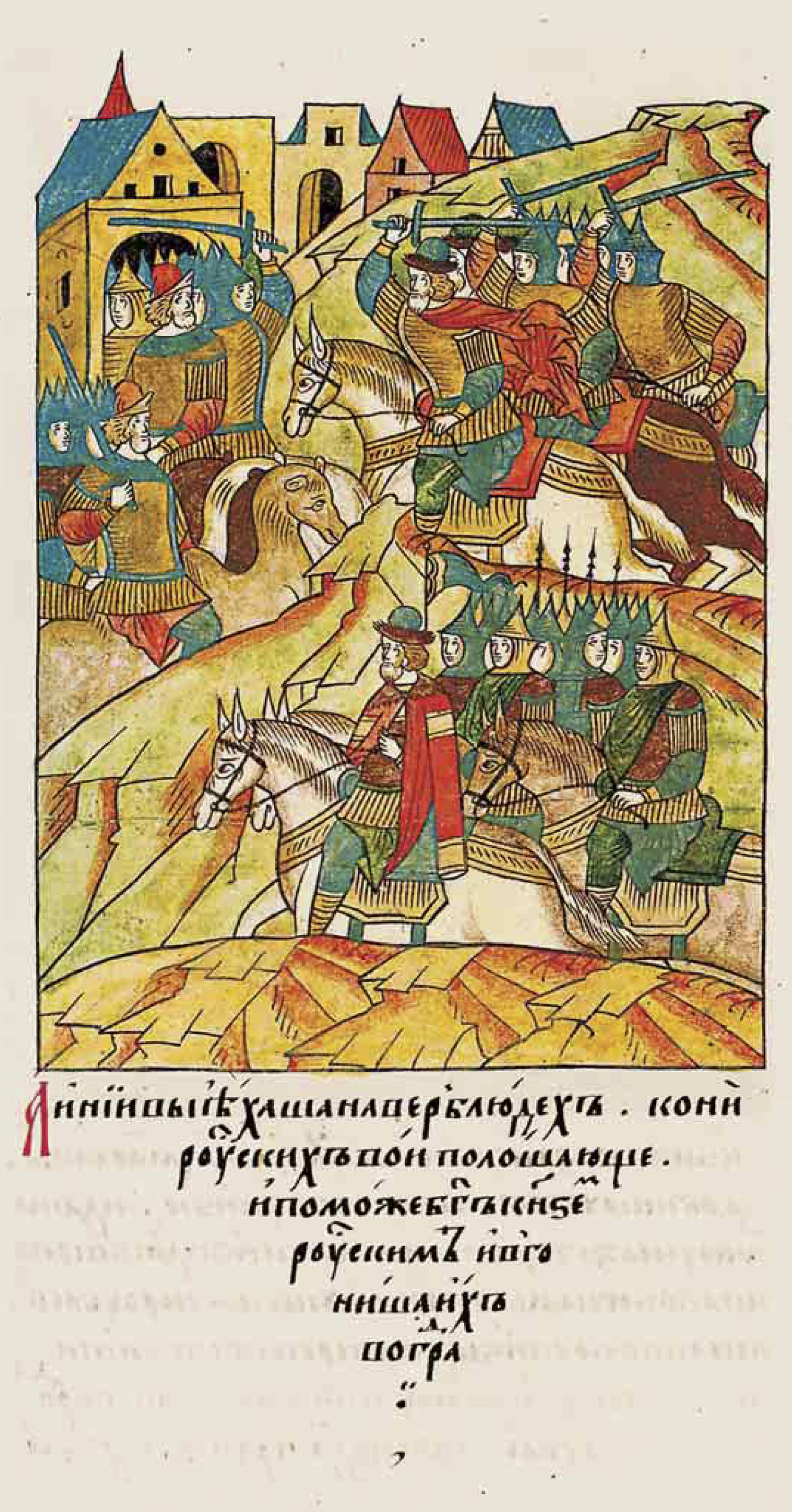
Булгарский поход русских князей

### Образование улуса
После завоевания Волжской Булгарии монголами её территория вошла в состав Монгольской империи в 1236 году и позднее стала частью Золотой Орды после образования последней в 1243 году. После образования Булгарского улуса были восстановлены разгромленные ранее города, например Булгар, Сувар, Биляр и пр. Булгар стал столицей Золотой Орды, а после строительства Сарай-Бату город оставался летней резиденцией ордынских ханов.

### Политическое развитие в конце XIII ― начале XIV века
Возрождение хозяйства и городской жизни Булгарского улуса после монгольского нашествия привело к укреплению влияния и власти стоявших во главе административной системы Болгарской земли улусбеков. В результате данных факторов самостоятельность татарской аристократии значительно расширилась, причём новая знать сильнее укоренилась в местную городскую среду; также имело место слияние пришлой и прежней аристократии путём установлением родства в различных формах (например, браки между членами знати булгарской и татарской). Необходимо учитывать факт отсутствия единого политического организма на территории бывшей Волжской Булгарии, представлявшей собой совокупность подчинённых региональным центрам владений. Измайлов предполагает, что в данной военно-административной системе главную роль играли представители нового татарского военно-служилого сословия, при этом в городах (среди чиновников, цеховых старшин и отчасти представителей духовенства) большой вес сохраняли представители местного населения, проживавшего в данных поселениях до завоевания Волжской Булгарии Монгольской империей.
Существующие сведения, согласно Измайлову, не дают возможность соглашаться с гипотезой, что татарское население появилось в Среднем Поволжье только в 60-х годах XIV века и образовало «татарскую землю» с неопределёнными размерами и непонятным административно-территориальным статусом. Проблема состоит в том, что не существует доказательств о существовании в Среднем Поволжье иных булгарских государств или владений: имеющиеся источники не фиксируют булгар в волго-уральском регионе, при этом термин «татары», согласно ряду свидетельств, означал социальную верхушку общества Булгарского улуса. Вследствие этого, по мнению Измайлова, можно сделать вывод о том, что татарское военно-служилое сословие владело всей территорией Болгарской земли со времени её завоевания. Нет данных о едином правителе Булгарского улуса, имевшим бы стремление к политическому сепаратизму в отношении ханской ордынской власти.
В первой половине XIV века земли Булгарского улуса стали более автономным от Орды: на их территории были образованы Булгарское, Жукотинское и Кашанское княжества, в Золотой Орде имелось особое булгарское войско. К середине XIV века Булгарский улус сохранил своё значение одного из важнейших регионов Золотой Орды и укрепил его. Данное суждение подтверждается описанием Болгарской земли среди основных территорий Улуса Джучи, к примеру, в энциклопедии Аль-Калкашанди она описывается как один из десяти округов Золотой Орды. К укреплению ханской власти в Булгарской области привели рост сельского хозяйства, развитие ремёсел и торговли и последовавший за этим подъём городских поселений. Так, в Болгаре была построена Джами-мечеть, украшенная угловыми «бастионами», как их называет Измайлов, по аналогичному проекту в то же время строится мечеть в Елабуге.

### Военное противостояние с русскими княжествами
В 1360―1375 годах новгородские ушкуйники совершили ряд набегов на территорию Булгарского улуса, разграбив ряд сёл и городов (включая Жукотин в 1360 году), одним из самых масштабных по охвату территории из которых стал набег 1374 года, в результате которого был практически сожжён город Болгар, а также был затронут не только Булгарский улус, но и центр Золотой Орды ― Сарай. Всего ушкуйники совершили 5 крупных набегов в 1360, 1366, 1369, 1374 и 1375 годах соответственно.
Осенью 1370 года нижегородский князь Дмитрий Константинович послал войско под командованием своего брата Бориса и сына Василия на территорию Болгарской земли против булгарского хана Асана (которого Б. А. Илюшин ассоциирует с бежавшим из Сарая ханом Хасаном). В результате военного похода вместо Асана наместником Булгарского улуса стал Салтан. Данное противостояние Нижнего Новгорода и Булгара показало отсутствие ресурсов у последнего для противодействия войскам русских княжеств.
Зимой 1376―1377 годов объединённые московско-нижегородские войска совершили поход на Булгарский улус под командованием Дмитрия Михайловича Боброка Волынского (со стороны Москвы), Василия и Ивана Дмитриевичей (со стороны Нижнего Новгорода), причём Василий уже имел военный опыт в 1370 году. Возможной причиной похода историк С. Х. Алишев называет желание русских князей установить контроль над рекой Волгой ― крупным торговым путём ― в период политического кризиса внутри Золотой Орды и относительной автономности Болгарской земли. Русские войска подошли к Болгару 16 марта. По всей видимости, булгарское войско выступило против московско-нижегородской рати, и состоялось сражение. Согласно летописи в результате битвы погибло 70 булгарских воинов (в Холмогорской летописи была приведена цифра в 200 человек), русские войска загнали булгар в город. В конечном итоге булгарские наместники заплатили 5 тысяч рублей в качестве репараций. Возможным следствием сражения при Булгаре стало вторжение Араб-шаха на территорию бассейна реки Пьяна и разгром им русских полков в 1377 году.

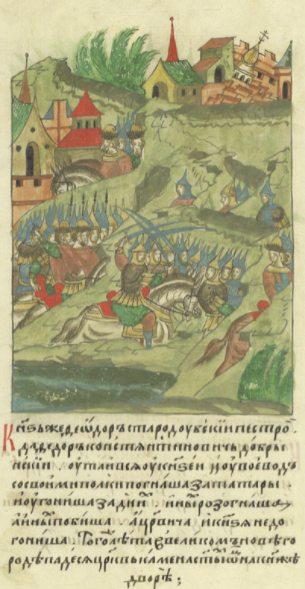
Фёдор Давыдович Пёстрый и Фёдор Константинович Добрынский преследуют булгар

В 1382 году хан Тохтамыш послал «в Болгары» повеление грабить русские купеческие суда, а весь товар переправлять к нему. Возможно, Тохтамыш приказал нападать на купцов, чтобы русские князья не узнали о готовящемся походе хана на Москву. В 1391 году Тохтамыш послал на Вятскую землю своего подопечного Бектута, который взял Хлынов — столицу Вятской республики. В ответ на взятие Вятки новгородцы организовали поход на Болгарскую землю, в результате которого были взяты города Жукотин и Кашан и ограблены волжские купцы. Московское войско также совершило военный поход против булгар после захвата Нижнего Новгорода объединёнными силами князя Семёна Дмитриевича и булгарского правителя Ентяка в 1395 году.
Перед походом Едигея на Москву тот снова подчинил Золотой Орде земли Болгарской земли в 1406―1407 годах. Булгарская армия участвовала в разорении Нижнего Новгорода и Городца в конце 1408―1409 годах, после чего ушкуйники под командованием боярина Анфала совершили военный поход на Булгарский улус летом 1409 года, при этом войско было разделено на две группировки, одна из которых отправилась по течению Камы, а другая ― Волги. Поход окончился неудачно: обе группировки были разбиты, Анфал был схвачен и уведён в Орду. После провала похода набеги новгородцев на Булгарский улус прекратились.
В начале июля 1410 года объединённое булгаро-нижегородское войско напало на Владимир и сожгло его с целью захвата в плен митрополита Фотия. На обратном пути армия взяла города Стародуб и Муром. 15 января 1410 года произошло сражение около устья реки Сундовик между объединёнными московскими, ростовскими, ярославскими и суздальскими силами с одной стороны и нижегородскими, булгарскими и мордовскими с другой, окончившимся отступлением обеих сторон и крупными потерями. Булгарские князья могли оказать поддержку нижегородцам, чтобы получить союзническое государство, которое могло выступить в качестве буферной зоны между Болгарской землёй и враждовавшим с ней Московским княжеством.
В конце 1428 года булгарское войско подошло к Галичу и осадило город, который не был взят. При этом булгары разграбили окрестности Галича. 6 января 1429 года булгарская армия заняла Кострому, город был захвачен и разорён. Соседствующие с городами Плёс и Лух земли были также разграблены. На обратном пути русские силы под командованием Фёдора Пёстрого и Фёдора Добрынского догнали булгарское войско и разбили его. В 1431 году князь Василий II Тёмный послал в поход против Булгарского улуса войска под предводительством Фёдора Пёстрого, которые не встретили серьёзного сопротивления, но принесли ущерб местному населению, подвергнув его пленениям. Вероятно, поход был вызван желанием Василия II не допустить претенденту на престол Юрию Звенигородскому воспользоваться поддержкой Болгарской земли.

### Взаимоотношения с Ираном
До начала XIII века Волжская Булгария имела развитые торговые и культурные отношения с Государством Сельджукидов (а также со странами, образовавшимися после распада Сельджукской империи), которые были разрушены после завоевания земель Волжской Булгарии Монгольской империей. Однако с приходом новой власти между Булгарским улусом и иранскими государствами начал складываться новой тип отношений и в экономической, и в культурной сферах общества, причём противостояние Золотой Орды с Государством Хулагуидов не повлияло на культурные контакты между Болгарской землёй и Ираном, что может быть доказано наличием изделий иранского производства (украшений, металлической посуды и поливной керамики) на территории Булгарского улуса, в особенности в Болгаре. По мнению археолога К. А. Руденко, механизм данного процесса точно не определён.
Взаимоотношения Булгарского улуса и иранских государств, в основном, характеризовались торговлей: в Болгарскую землю ввозились ювелирные украшения (в том числе золотые и серебряные), украшенная (например, орнаментом) посуда и парадная керамика. Фрагменты от привозных сосудов при этом часто использовались булгарскими ремесленниками повторно ввиду высокого качества импортной бронзы. Руденко считает, что влияние Ирана на культуру Булгарского улуса изучить сложнее, чем на культуру Волжской Булгарии, так как иранский регион оказал большое влияние на общее культурное пространство Золотой Орды. Заказчиком художественных изделий и эксклюзивного импорта в основном являлась элита общества Болгара (в отличие от периода существования Волжской Болгарии, когда заказчиками выступали богатые ремесленники, чиновники и аристократия со всей территории страны, а не только её столицы), таким образом иранский импорт в Булгарский улус, по мнению Руденко, демонстрирует устойчивую культурную и экономическую связь двух регионов и является маркером определённых изменений, происходивших в ремесле Ирана и потребительской среде иранской продукции.

### Отношения с Шибанидами
Согласно одной из татарских летописей, повествующих о взятии Болгара Булат-Тимуром, трое сыновей убитого правителя Болгара Габудллы ― Алтунбек, Галимбек и Алимбек ― были переправлены в Иске-Казань, причём Алимбек, «не возлюбив Казань», отправился в Тобол-Туру; согласно летописи, старая Тобол-Тура была построена им. По мнению Д. М. Исхакова и З. А. Тычинских, данное сообщение было прокомментировано как одно из доказательств наличия взаимоотношений между Булгарским улусом и Сибирским ханством в конце XIV ― начале XV века. В статье И. А. Мустакимова была высказана гипотеза о сохранении прав династии Шибанидов на Булгарский улус и Казанское ханство и после воцарения в Казани Улу-Мухаммеда, так как Мустакимов отмечал возможную принадлежность султана Алтын бая (также Алибая или Али-бая), присутствовавшего в Болгарской земле в 1370―1420-х годах, к роду Шибанидов. О претензиях Шибанидов на болгарский и казанский престолы говорит и поход Хаджи-Мухаммада на русские земли в 1429 году и его монетная эмиссия в Болгаре. Согласно Д. Н. Маслюженко, Али-бай являлся сыном Ильбека и, соответственно, братом Каан-бая, отца Хаджи-Мухаммада. По мнению Маслюженко, несмотря на «разбросанность» территорий Шибанидов в конце XIV века, их земли могли перемещаться по политической карте Золотой Орды. Согласно Исхакову и Тычинских данное заключение позволяет прийти к выводу о нахождении Булгарского улуса под контролем Шибанидов со времени его завоевания.
И. А. Мустакимов в татарской хронике «Фи бейан-и тарих» заметил совпадение тамги Алтунбека (по названию и начертанию) и тамги Кыйата, одного из клановых вождей, упомянутых в «Дафтар-и Чингиз-наме», а также сына Буданжара, являвшимся потомком кията Исатай-бека и входившим в число знати при дворе Абулхайр-хана. Согласно Мустакимову, подобное совпадение может указывать на принадлежность булгарских и казанских правителей к монгольскому роду киятов (так как тамга принадлежала всему роду правителя Болгара до завоевания города Булат-Тимуром ― Габдуллы). Мустакимов также подмечает, что при трактовке вопроса о родовом принадлежности Габдуллы и его потомков необходимо учитывать т. н. «крымский след» вследствие того, что Крым до 1380 года являлся владением темника Мамая, принадлежавшему к роду киятов. Ещё одним доказательством присутствия на территории Булгарского улуса представителей киятов можно считать совпадение не только тамги, но и родового дерева улус-бия Габдуллы с киятскими клановыми атрибутами. Несоответствие названий родовой птицы может быть объяснено смешением родословных сведений из мужской и женской линий кланов киятов и бурджан. Помимо киятов на территории Болгарской земли проживали и другие золотоордынские племена: буркуты, уйшуны и конграты.

### Опустошение Болгарской земли
Во второй половине XIV — начале XV веков произошло разорение Болгарской земли монгольской армией, превращение её в «дикое поле». Историк Г. И. Матвеева опустошение Болгарской земли связывает с междоусобными войнами ордынских эмиров и князей с 1359 по 1380 год — Великой замятни, натиском русских князей, вторжением Тамерлана в 1391 и 1395 годах и окончательным уничтожением болгарских городов и селений Мангытским юртом в 1396—1420 годах.
В 1361 году бей Булат-Тимур во время своего похода на Нижегородское княжество захватил Булгарский улус, провозгласил Булгарскую землю самостоятельным княжеством. После этого войска эмиров кочевых улусов совершали на неё грабительские походы, а также начались разорительные нападения на неё ханских войск. Кроме того, с 1361 по 1366 год на этой территории разразился голод, в результате которого скончалось множество жителей. В 1366 году в Болгарскую землю вторглись новгородские ушкуйники, которые громили и грабили её города и селения. В 1367 году Булат-Тимур был казнён в Сарае — золотоордынской столице (был убит ханом Золотой Орды Азизом). В 1370 году Болгарской землёй правил князь Асан (Хасан), отделив её от Орды. Темник Мамай, правивший Мамаевой Ордой, прислал в Болгарскую землю своего князя Махмет Салтана для совместного с Хасаном управления булгарами. В 1374 и 1375 годах новгородские ушкуйники снова совершили грабительские походы в Болгарскую землю, а в 1376 году нападение на болгар совершили объединённые русские войска. В 1377 году хан Урус подчинил себе Болгарскую землю. В 1391 года Тамерлан с войском численностью до 200 тысяч человек двинулся в пределы Болгарской земли, 18 июня разгромил войско Тохтамыша на реке Кондурча и в течение 26 дней грабил территорию, уничтожив большое количество болгар. Весной 1395 году войска Тамерлана снова грабили и опустошали города и селения Болгарской земли, перебили большое количество населения. В 1399 году города и селения Булгарской земли разорило московское войско князя Юрия Дмитриевича.
Историк В. Д. Димитриев окончательное опустошение Болгарской земли связывает с деятельностью темника Едигея, который в 1391 основал выделившееся из Золотой Орды кочевое государство Мангытский юрт (позднее — Ногайская Орда). После подчинения в 1406 году Хорезма и до 1420 года войско Едигея ежегодно совершало грабительские походы на Болгарскую землю. К 1431 году в Булгарском улусе было уничтожено 32 города и около 2 тысяч селений. Оставшееся в живых население переселилось в Приказанье, Заказанье, а также в населённое горными марийцами правобережье Волги севернее реки Кубня. Население этих территорий в 1438—1445 годах вошло в состав нового государства — Казанского ханства.
После разорения территории Булгарского улуса стали землями кочевий татар Ногайской Орды. Южная часть бывшего Болгарского улуса оставалась в черте поволжского «дикого поля» до её освоения оседлым населением после строительства засечных черт в XVII—XVIII веках.

## Экономика

### Градостроительство
По состоянию на 2022 год было исследовано 12 памятников археологии, датированных серединой XIII ― началом XV веков и расположенных на территории бывшего Булгарского улуса. Историк А. М. Губайдуллин связывает такое относительно небольшое количество сохранившихся памятников не с их малой изученностью, а с малым числом самих укреплённых поселений. По сравнению с домонгольским периодом произошло сокращение количества городищ: из общего числа в примерно 200 единиц всего 40 существовало в XIII―XV веках, при этом около 20 городищ появилось только в период в середине и второй половине XIII века.
Эволюция технологии строительства укреплений в период существования Золотой Орды свидетельствует о развитии градостроительства в Болгарском улусе. Кроме того, на некоторых городищах (например, в Казани) не был задокументирован факт значительной перестройки крепостных сооружений, что доказывает сохранение традиций постройки укреплённых поселений. С другой стороны, изменение в тактике обороны поселений привело к упрощению защиты крепостей (например, к появлению схемы оборонительных линий один-два вала и один-два рва). Тем не менее, даже упрощённые крепостные сооружения были необходимы для булгарских городов, находившихся на окраине Золотой Орды и выполнявших функцию защиты внешних и внутренних торговых путей Улуса Джучи, а также центров сельского хозяйства и ремесла. На окраине Булгарского улуса находились небольшие города, также имевшие оборонительные сооружения и, вероятно, служившие опорными пунктами на границах отдельных земель.
В золотоордынское время произошёл спад численности небольших поселений (площадью до 2 гектаров) и возрастание количества поселений среднего размера (площадью от 11 до 50 гектаров), что, возможно, было вызвано усилением феодальной обособленности в Болгарской земле. Уменьшилось и количество крупных городищ, что Губайдуллин связывает с разорением территории Волжской Булгарии после её захвата монголами; иногда им на смену приходили занимавшую большую площадь селища, выполнявшие функции торгово-ремесленных и административных центров. Однако вскоре внутри Золотой Орды происходит процесс стабилизации, и некоторые крупные города отстраиваются вновь либо, если они не были затронуты во время нашествия, продолжают своё развитие, например, Болгар, территория которого была расширена с 25 гектаров в домонгольское время до чуть менее 400 гектаров в XIII―XIV веках. Подобные процессы протекают и в других улусах Орды, например, в Крыму. Данных по планировке булгарских городов, за исключением Биляра и Болгара, по состоянию на 2022 год представлено малое количество.
Большая часть новых городов возникает в северной части Булгарского улуса и на правобережье реки Волги (например, Веда-Суар на месте современных Чебоксар) в середине―второй половине XIII века, что свидетельствует о переселении на север населявших Булгарский улус народов вследствие захвата земель Волжской Булгарии монгольскими войсками.

### Денежное обращение
С вхождением территории Волжской Булгарии в состав Монгольской империи в 40-е годы XIII века в её бывшей столице ― Болгаре ― начиналась чеканка монгольских монет. С распадом Монголии Болгар стал одним из центров золотоордынской монетной чеканки вплоть до 40-х годов XIV века. После этого периода название «Болгар» на монетах не встречается. В начале XV века данное название возвращается, однако нумизматы связывают его с «Новым Болгаром» ― Казанью.
Находимые в Болгаре клады показывают состояние денежного обращения в Булгарском улусе и его изменение во второй половине XIV века. Так, с начала XIV и по 1350 год с территории Болгарской земли и её столицы (по состоянию на 2021 год) неизвестно ни одного клада. Возможно, вследствие стабильного политически-экономического положения улуса все спрятанные денежные накопления изымались их владельцами, поэтому ни одного клада не было обнаружено; при этом данный процесс был характерен для всей территории Золотой Орды.
Пик резервации другой группы находок, сокрытой в конце 50-х ― первой половине 60-х годов XIV века, приходится на 1362―1363 года, последний зарытый клад относится к 1365―1366 годам. Историк Д. Г. Мухаметшин связывает сокрытие этих кладов с захватом Болгара Булат-Тимуром и изменившейся вследствие данного события социально-политической обстановкой в Булгарском улусе. Причём ни в одной из находок не было отмечено наличие обрезанных монет, что, вероятно, было вызвано реформой, приведшей к обрезанию металла (в данном случае ― серебра) с монет; тогда сокрытие последних кладов в середине 60-х годов XIV века может отражать завершение одного из этапов реформы. Возможно, нормой обрезания серебра являлась 1,1 грамма, на что указывают материалы Каратунского клада. В более поздних находках подобная весовая норма не фиксируется. По состоянию на 2021 год у двух кладов (один из которых относится к 80-м годам XIV века) отсутствуют сведения о метрологии; они могли как и клады 60-х годов состоять из необрезанных монет. Тезаврация данных находок могла быть связана с дестабилизацией обстановки в Болгарской земле перед утверждением на троне Тохтамыша, а также с денежной реформой 1380 года. Археолог и нумизмат А. Г. Мухамадиев полагает, что монеты хана Тохтамыша обрезывались под вес 0,78 грамм, как только попадали в Среднее Поволжье.
Находки с относительно небольшим количеством монет, относящиеся к периоду до воцарения Тохтамыша, вероятно, являются личными сбережениями отдельных лиц. Отсутствие подобных находок на правом берегу Волги в пределах земель Булгарского улуса доказывает стабильность обстановки на Горной стороне, даже несмотря на захват Болгара Булат-Тимуром. Причём перераспределение кладов и монетных комплексов, датированных концом XIV века, на территории современного Татарстана показывает отток населения Болгарской земли в Предкамье и Волжское правобережье.

## Материальная культура

### Результаты раскопок
По состоянию на 2018 год у археологов имеются сведения о 12 групповых и отдельных захоронениях, расположенных в сельской местности на территории бывшего Булгарского улуса и относимых к кочевникам эпохи Золотой Орды (за исключением могильников чияликской культуры, представляющих собой отдельную этническую и культурную группу).
Найденные детали конской упряжи представлены стременами арочной формы и удилами. Подобный тип стремян редко встречается в булгарских городищах и селищах, зато является элементом типологического ряда у кочевых народов Средневековья. Хотя сёдла не сохранились, их наличие можно определить по обуглившемуся дереву и расположению стремян в погребениях. Из коллекции Национального музея Республики Татарстан происходят характерные для золотоордынских захоронений волго-донского междуречья фрагменты окантовки луки седла, которые, однако, не были зафиксированы в могильниках Булгарского улуса. Встречаются также удила, как со стременами, так и с ножами, известен случай нахождения удила с наконечниками стрел. В отличие от могильников Волго-Донья, на памятниках кочевников Болгарской земли не встречаются украшения уздечки: бляшки, бубенцы и пр. Данный феномен можно объяснить тем, что подобные аксессуары ко второй половине XIV века перестают быть популярными. В одном из захоронений были обнаружены железные конусы-подвески, встречающиеся у кочевых народов Южного Приуралья.
Хозяйственно-бытовые предметы в могильниках кочевников редки. Они представлены железными кресалами, костяной игольницей, шильями, ножницами и железными ножами. Несмотря на плохую сохранность, их можно идентифицировать как тип хозяйственной утвари, характерной для кочевников Поволжья и Приуралья в XIII—XIV веках. Погребальная посуда не зафиксирована, за исключением единственной бронзовой чаши небольших размеров. Только в одном захоронении были также найдены глиняные прясла. Из предметов быта выделяются металлические зеркала, датированные XIV веком; некоторые из них аналогичны находкам в курганах южноуральских кочевников. При этом похожие артефакты не зафиксированы у номадов, проживавших в других областях Золотой Орды. Вместе с тем отмечены изделия, стилизованные под местную культуру вследствие неоднократного копирования и относящиеся к довольно распространённым типам.
Предметы вооружения также встречаются редко, в основном, это железные наконечники стрел различных форм, однако в одном могильнике было найдено одно навершие рукояти сабли из поделочного камня. Прочих экземпляров оружия и элементов вооружения, таких как колчанов и их деталей, остатков луков, рукоятей плёток и т. д., не было обнаружено. Хотя подобные находки и были выявлены в поселениях, в отличие от вышеописанных захоронений, они немногочисленны.
Из украшений в погребениях были встречены фрагмент бронзового браслета, стеклянный бисер, бытовавший в широких хронологических рамках, определённое количество бронзовых нашивок, датированных второй половиной XIV века, и пара серёг. Примечателен тот факт, что других типов бусин не было выявлено в могильниках, расположенных в сельской местности, причём на раскопках булгарских городищ бусины различных типов встречаются часто. В одном из погребений была зафиксирована монета 1357 года чеканки.
Результаты раскопок захоронений кочевников на территории Булгарского улуса позволили прийти к выводу, что земли Болгарской земли в золотоордынский период являлись частью Великой Степи, несмотря на земледельческие традиции волжских булгар. Таким образом, центры оседлости — крупные города улуса — соседствовали с угодьями номадов.

### Ювелирные украшения
На территории бывшего Булгарского улуса отсутствовали природные источники золота и серебра, поэтому для изготовления изделий из драгоценных металлов использовалось привозное сырьё; данный факт также обусловил большой процент импорта ювелирных украшений в Булгарский улус Золотой Орды.
Археологам известны несколько крупных кладов на территории Булгарской земли, содержащих различные золотые изделия, например, Джукетаусский клад XIV века, опубликованный В. Ф. Смолиным в 1925 году, или Карашамский клад, датированный началом XV века и опубликованный Н. Ф. Калининым и А. Х. Халиковым в 1954 году. Однако за исключением отдельных сохранившихся предметов данные клады были полностью утрачены.
В золотоордынскую эпоху ассортимент золотых изделий практически не отличался от находок, принадлежащих к периоду существования Волжской Булгарии (височных колец, перстней, ожерелий-цепочек с подвесками, браслетов, нагрудных пластин и нашивных бляшек). К перечисленным категориям предметов также добавились золотой наконечник пояса, ажурные накладки, подвески, браслеты со вставками из бирюзы, бляшки из сканой проволоки и золотых пластинок, а также серьги, зачастую дополнявшиеся жемчужинами (реже бусинами из поделочного камня). Причём из перечня украшений, найденных на территории Булгарского улуса, преобладают пластинчатые браслеты (в том числе импортные), заменившие проволочные изделия. Упомянутые накладки и подвески стали новым явлением для булгарского ювелирного дела. Их простейшие формы, скорее всего, были местного производства, в то время как более сложные изделия изготавливались в городах Нижнего Поволжья и Хорезма в период со второй половины XIII века.
Наиболее разнообразными в период Золотой Орды стали золотые перстни, самыми распространёнными из которых являются цельнолитые украшения с прямоугольным щитком, на который мог быть нанесён гравированный рисунок. Данные кольца также производились из серебра, бронзы, стекла и кости. Подобные изделия изготавливались в крупных золотоордынских городах, в частности, в Булгаре и Сарае; они датированы серединой ― второй половиной XIV века и были в употреблении в XIV―XV веках. К таким перстням близки украшения с овальным щитком со стилизованными узорами, выложенными из проволоки, данные изделия производились в Булгарском улусе и не были привозными. Перстни со вставками из драгоценных или поделочных камней, в свою очередь, являлись импортными. Остальные кольца различаются дополнительным деталями, например, вставками или накладными пластинами с орнаментом. Подобные украшения были найдены в Средней Азии и Иране, они датированы XIII―XIV веками.
К концу XIII века большинство золотых украшений домонгольского периода выходит из употребления, на смену им приходят изделия, связанные с ювелирными традициями Золотой Орды; сложные технологии изготовления украшения с завоеванием Волжской Болгарии Монгольской империей были утрачены, а инновации в булгарском ювелирном деле с XIII века обуславливаются заимствованием уже существовавших техник и форм. К. А. Руденко приходит к выводу, что в золотоордынский период элитарная мода становилась продуктом процесса деления социума Булгарского улуса на различные социальные классы, причём данные изменения в обществе происходили путём государственного регулирования.

### Изменения в археологической культуре
Среди российских историографов есть мнение, что во время существования Золотой Орды булгарская археологическая культура практически не изменилась, что должно доказывать полную преемственность населения бывшей Волжской Булгарии, однако во второй половине XIII века в культуре региона Среднего Поволжья произошли значительные изменения. Во-первых, структура поселений серьёзно изменилась, к примеру, золотоордынский Биляр был построен в окрестностях Старого Биляра; судя по монетной чеканке, основными центрами Булгарского улуса в XIII ― первой половине XIV веков являлись города Болгар, Биляр и Мухша (в Примокшанье), причём после середины XIV века Биляр и Сувар перестали упоминаться в исторических источниках, вероятно, вследствие политического и экономического упадка, а также пресечении булгарской исторической традиции. Новыми центрами Болгарской земли становились «мусульманские» города, ранее не игравшие никакой роли (за исключением Болгара как столицы улуса): Кашан, Джукетау, Елабуга и прочие.
Во-вторых, в численности и топографии сельских поселений также произошли серьёзные изменения (например, сокращение численности поселений в 2―3 раза). Их можно объяснить влиянием монгольского завоевания, а именно, переменами в структуре власти в Булгарской области и кризисом сельского хозяйства в старых земледельческих районах в XIII веке. Преодолению данной кризисной ситуации поспособствовали внутренняя колонизация ранее не освоенных земель и переселение народов, проживавших в Среднем Поволжье.
В-третьих, несмотря на сохранение ассортимента хозяйственно-бытовых орудий и предметов, к середине XIV века происходит явное обеднение номенклатуры и типов вещей. Так, керамика, сохранив в XIII веке прежние традиции, значительно изменяется в своих формах, технологии, орнаментации и т. д. от керамики периода существования Волжской Булгарии. Согласно Измайлову, наиболее показательны различия в булгарском костюме домонгольского и золотоордынского периодов: социально престижные детали костюма подверглись влиянию этносоциальной моды Орды и подчинились ей.

### Специальная литература
- Губайдуллин А. М. О градостроительстве в Булгарском улусе Золотой Орды // Археология евразийских степей : журнал. — 2022. — 14 мая. — С. 149―156. — doi:10.24852/2587-6112.2022.3.149.156.
- Измайлов И. Л. Волжская Булгария XIII в.: автономия или ханский улус // Золотоордынское наследие : сборник. — 2009. — № 1. — С. 31―41.
- Илюшин Б. А. Русско-булгарские военные конфликты и военный потенциал Булгарского улуса (1360—1431 гг.) // Novogardia : журнал. — 2020. — № 1. — С. 138—162. — doi:10.25797/NG.2020.5.1.005.
- Исхаков Д. М., Тычинских З. А. О шибанидском «следе» в Булгарском вилайяте Улуса Джучи // Золотоордынское обозрение : журнал. — 2013. — № 2. — С. 128―145.
- Мухаметшин Д. Г. Денежное обращение Булгарского улуса во второй половине XIV в // Золотоордынское обозрение : журнал. — 2021. — Сентябрь (т. 9, № 2). — С. 296―313. — doi:10.22378/2313-6197.2021-9-2.296-313.
- Руденко К. А. Золотые украшения Волжской Булгарии и Булгарского улуса Золотой Орды: опыт сравнительного анализа // Поволжская археология : журнал. — 2018. — № 2. — С. 111―124.
- Руденко К. А. Материальная культура кочевников Булгарской области Золотой Орды // Археология евразийских степей : журнал. — 2018. — № 4. — С. 172―175.
- Руденко К. А. О связях Волжской Булгарии и Булгарского улуса Золотой Орды с Ираном в X―XIV вв. (по археологическим материалам) // Золотоордынское обозрение : журнал. — 2018. — Т. 6, № 3. — С. 472―488.